# L'Ange-Gardien, Outaouais
L'Ange-Gardien är en kommun i provinsen Québec i Kanada. Den ligger i regionen Outaouais, i den sydöstra delen av landet, mellan 20 och 40 km nordost om huvudstaden Ottawas centrum.
Socknen L'Ange-Gardien bildades 1881 och införlivades i staden Buckingham 1975 tillsammans med bland annat kantonerna Buckingham och Buckingham-Partie-Ouest. Buckingham delades igen 1980 och en av de nya kommunerna blev Ange-Gardien, omfattande vad som hade varit socknen och kantonerna. Denna kommun bytte namn och kommuntyp 1987, då den blev bykommunen L'Ange-Gardien, som återigen var ospecificerad kommun från 1991.